# ساختمان اکسون

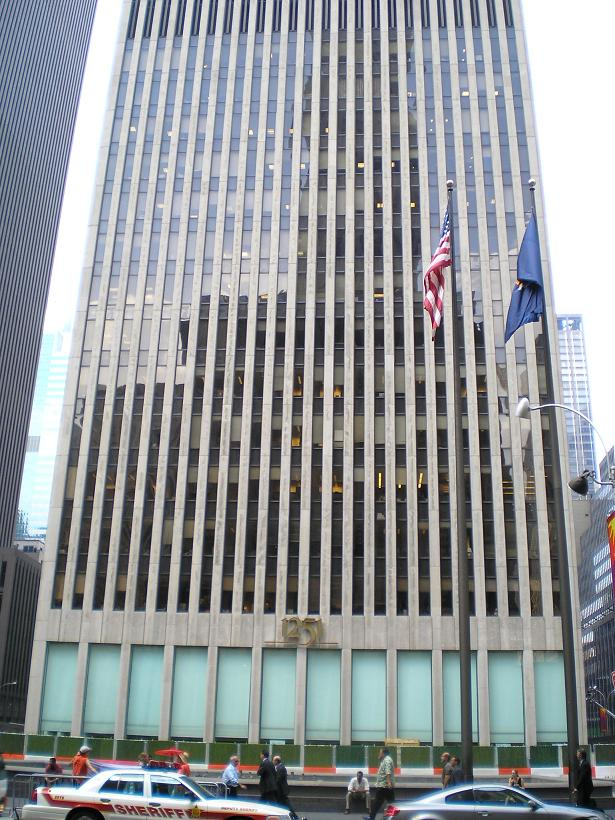
ساختمان اکسون

ساختمان اکسون (به انگلیسی: Exxon Building) که به بیشتر با آدرس آن شناخته می‌شود (شماره ۱۲۵۱ خیابان آمریکاس) طی دهه ۱۹۶۰ و ۱۹۷۰ جزئی از راکفلر سنتر بود و به نام ساختمان ایکس‌وای‌زد (به انگلیسی: XYZ Buildings) در خیابان ششم شناخته می‌شد. این ساختمان در منهتن در نیویورک در ایالات متحده آمریکا قرار دارد.
نقشه ساختمان در سال ۱۹۶۳ توسط والاس هریسون از خانواده راکفلر طراحی شد. این ساختمان ۵۴ طبقه است و ۲۲۹ متر (۷۵۰ پا) ارتفاع دارد. این ساختمان پس از ساختمان جی‌ئی بلندترین ساختمان راکفلرسنتر است.

## برخی مستاجران ساختمان
- لیگ ملی هاکی
- توشیبا